# Xue Susu
Xue Susu (xinès: 薛素素; pinyin: Xuē Sùsù; també coneguda com a Xue Wu, Xuesu, Sunjung entre altres pseudònims; c. 1564 — 1650?) fou una cortesana xinesa. Coneguda com una de les «Vuit Grans Cortesanes de la dinastia Ming», va ser una pintora i poeta consumada, que a més tenia gran habilitat amb el tir amb arc a cavall. Va rebre molt de reconeixement, en particular pels seus quadres de figures, que incloïen molts temes budistes. Els seus treballs es mostren en múltiples museus de la Xina i altres llocs. La seva habilitat amb el tir amb arc va ser comentada pels escriptors contemporanis, igual que les seves tendències masculines i marcials; es consideraven una característica atractiva pels literats de l'era.
Va viure en la Xina oriental, residí la major part de la seva vida en els districtes de Zhejiang i Jiangsu. Després d'una carrera com a cèlebre cortesana a Nanquín, Xue es va casar diverses vegades, però cap d'aquestes unions va durar massa. Al final de la seva vida, va optar per la vida budista reclusa.

## Biografia
Xue va néixer a Suzhou o Jiaxing. Segons l'historiador Qian Qianyi, va passar almenys alguns anys de la seva infantesa a Beijing. La seva vida professional va ser en el districte Qinhuai de la capital Nanquín la dècada de 1580, on es va convertir en una celebritat entre els literats i oficials de govern que freqüentaven les «cases de flors». Era molt selectiva amb la clientela, acceptava només homes conreats i erudits com a amants i declinava professar el seu afecte pel mer benefici financer; els seus pretendents podien gastar-se milers de taels en ella sense èxit.
En la dècada de 1590 va tornar a Beijing, on les festes i tertúlies literàries que celebrava, així com les seves demostracions amb l'arc, van assentar la seva reputació. Xue es referia a ella mateixa com una «youxia», i va escollir el seu nom per una famosa guerrera de la història; també va triar l'àlies Wulang 五郎 ('cinquè jove senyor') com a sobrenom. L'epítet «youxia» va ser reiterat tant pel bibliòfil Hu Yinglin com per Fan Yulin, secretari del Ministeri de Guerra. Pel que sembla, aficionada a les causes marcials, Xue no va utilitzar la seva posició per influir en assumptes militars, fins i tot abandonà en una ocasió el seu amant Yuan Baode quan aquest va rebutjar finançar una expedició contra els japonesos a Corea.
En algun moment després de 1605 la seva carrera com a cortesana va acabar, quan es va casar amb el dramaturg i buròcrata Shen Defu. Va estar casada diverses vegades, moltes de les propostes les va fer ella, però cap d'aquestes unions va durar. A més de Shen Defu, entre els seus marits es troben el general Li Hualong, el crític d'art Li Rihua i, més tard, un ric empresari de Suzhou del qual no es coneix el nom. A pesar que volia tenir descendència, no ho va aconseguir. Més tard es va convertir al budisme i va romandre soltera, retirant-se de la vida pública. No obstant això, fins i tot als vuitanta anys, continuava encara activa en el món literari, convidant artistes femenines com Huang Yuanjie i Yi Lin a la seva casa del Llac de l'Oest després de l'esfondrament de la dinastia Ming. Al costat de la seva amiga budista Yang Jiangzi, germana de la companya cortesana de Xue Liu Yin, va fer pelegrinatges a llocs sagrats com la muntanya Lu Shan i la muntanya Emei. La data de la seva mort és incerta; algunes fonts suggereixen que podria haver viscut fins a la dècada de 1650, mentre que unes altres situen la seva mort a la fi de la dècada de 1630 o principis de la de 1640. Qian Qianyi esmenta la seva mort en un treball publicat el 1652, així que és evident que ha d'haver mort abans d'aquesta data.

## Pintures

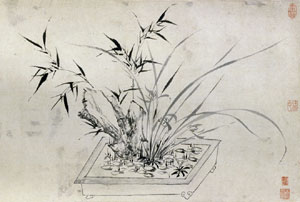
Lan Zhu Song Mei Tu (Orquídia, bambú, pi i pruna)

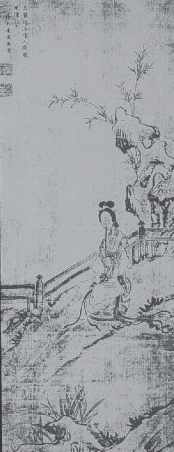
Noia tocant una flauta de jade (autoretrat)

Xue ja era una pintora consumada en la seva adolescència, i el seu talent artístic era molt conegut. El seu treball es considerava similar al de Chen Chun. Una de les seves pintures va ser considerada el treball més notable de la seva classe durant tota l'era Ming, i els crítics d'art contemporanis la van considerar una mestra de la tècnica. Hu Yinglin considerava que Xue estava en el cim de la pintura contemporània, preguntava: «Quin pintor famós amb mans especialitzades la pot superar?» i afirmava que «... [ella] supera qualsevol en la pintura de bambú i orquídies». Xue també era admirada per l'eminent pintor i crític d'art Dong Qichang, que va copiar el Sutra del cor en resposta a la pintura de Xue del bodhisattva Guanyin; va afirmar que «cap [dels treballs de Xue Susu] manca d'una intenció i esperit que s'aproximen a la divinitat». A pesar que pintava els temes típics de paisatges, bambú i flors, amb un particular afecte per les orquídies, Xue va ser reconeguda pel seu treball en pintures de figures, que era un tema artístic comparativament inusual tractat per les cortesanes. Exemples de les seves pintures es mostren en el Museu d'Art de Honolulu i el Museu d'Art Asiàtic de Sant Francisco.

## Poesia
Xue regularment accentuava les seves pintures amb poemes propis, i va publicar dos volums de textos, dels quals només en roman un. Hua suo shi 花瑣事 (Bagatel·les sobre flors) és una col·lecció d'assajos de prosa curta i anècdotes sobre diverses flors, mentre que Nan te cao 南游草 (Notes d'un viatge al Sud), que s'ha perdut, aparentment contenia una selecció dels seus poemes sobre la seva vida com a cortesana. Un cert nombre dels seus poemes es van recopilar en diverses antologies de finals de la dinastia Ming i principis de la dinastia Qing. Hu Yinglin va escriure que «la seva poesia, a pesar que manca de llibertat, mostra un talent rar entre les dones».

## Tir amb arc
Encara que destacava en poesia, pintura i brodat, l'habilitat que distingia Xue per sobre d'altres cortesanes i va crear un culte de celebritat al voltant seu va ser el seu talent amb l'arc. El seu mestratge en un art tradicionalment masculí li va donar un aire androgin que es considerava altament atractiu pels literats de l'època. Havent practicat a Beijing de nena, va millorar les seves habilitats en romandre una temporada en companyia d'un oficial militar a les regions exteriors de la Xina. Els genets de les tribus locals d'allí es van impressionar amb el seu tir, i es va convertir en una mena de celebritat local. Més tard va fer exhibicions públiques a Hangzhou, que van atreure nombrós públic. Lu Bi, poeta, recorda un truc realitzat per Xue: «Quan la serventa pren una pilota amb la mà i la col·loca damunt del seu cap / Ella [Xue] es dona la volta, la copeja amb una altra pilota, i ambdues cauen al sòl».